# Haliclona latens
Haliclona latens är en svampdjursart som först beskrevs av Topsent 1892.  Haliclona latens ingår i släktet Haliclona och familjen Chalinidae. Inga underarter finns listade i Catalogue of Life.